# Światowa Inicjatywa na Rzecz Zwalczania Astmy
Światowa Inicjatywa na Rzecz Zwalczania Astmy ang. The Global Initiative for Asthma (GINA) – międzynarodowa organizacja powołana w 1993 roku przez Światową Organizację Zdrowia (WHO), Narodowe Instytuty Zdrowia Stanów Zjednoczonych (NIH) oraz amerykański National Heart, Lung, and Blood Institute (NHLBI) w celu opracowania światowych wytycznych rozpoznania i leczenia astmy oskrzelowej. 

## Zadania i cele GINA
Światowa Inicjatywa na Rzecz Zwalczania Astmy prowadzi działalność na rzecz stworzenia sieci osób i organizacji zajmujących się zdrowiem publicznym, odpowiedzialnych za rozpowszechnianie informacji na temat właściwej opieki nad chorymi oraz zapewnienie mechanizmów wykorzystania wyników badań naukowych w praktyce klinicznej leczenia astmy oskrzelowej. 

## Struktura organizacyjna
Struktura GINA obejmuje 3 komitety: Radę Dyrektorów ang. Board of Directors, Komitet Naukowy ang. The Science Committee oraz Zgromadzenie GINA ang. GINA Assembly. Zadaniem Rady Dyrektorów, która złożona jest ze specjalistów zajmujących się leczeniem astmy oskrzelowej z różnych krajów,  jest wdrażanie wytycznych GINA w ramach krajowych systemów opieki zdrowotnej oraz promocja międzynarodowej współpracy w badaniach nad astmą oskrzelową, Komitet Naukowy zajmuje się przygotowaniem aktualizacji wytycznych GINA na podstawie aktualnych danych naukowych, natomiast Zgromadzenie GINA składa się osób zainteresowanych promocją celów GINA.

## Światowa strategia rozpoznawania, leczenia i prewencji astmy
Światowa Inicjatywa na Rzecz Zwalczania Astmy od 1995 roku corocznie publikuje powszechnie dostępny raport zatytułowany A Global Strategy for Asthma Management and Prevention (Światowa strategia rozpoznawania, leczenia i prewencji astmy), który jest tłumaczony na wiele języków (w tym język polski) oraz jest podstawą do tworzenia narodowych programów rozpoznawania, leczenia i prewencji astmy. Raport ten zawiera wytyczne rozpoznawania, leczenia i prewencji astmy przeznaczone dla lekarzy praktykujących, stworzone w taki sposób aby mogły być zastosowane w każdym kraju świata. Zasady tworzenia strategii od momentu opublikowania pierwszego raportu uległy dwukrotnie istotnym zmianom, pierwsza zmiana wprowadzona w 2002 roku, polegała na przejściu z opinii ekspertów jako podstawy ich tworzenia na zasady medycyny opartej na faktach (ang. evidence-based medicine), natomiast druga wprowadzona w 2006 roku zmieniała filozofię klasyfikacji astmy z opartej na stopniu jej ciężkości na opartą na jej stopniu kontroli. Skuteczność leczenia zgodnie z wytycznymi GINA nie została oceniona w porównaniu z innymi strategiami leczenia, jednakże uważa się, że jest korzystna dla pacjentów.

## Światowy Dzień Astmy
Światowa Inicjatywa na Rzecz Zwalczania Astmy ogłosiła w 1998 roku Światowy Dzień Astmy, który jest organizowany corocznie w pierwszy wtorek maja. 